# Rino Fisichella
Mons. Rino Fisichella také Salvatore Fisichella (* 25. srpna 1951, Codogno) je italský římskokatolický duchovní, arcibiskup a pro-prefekt sekce nové evangelizace Dikasteria pro evangelizaci.

## Život
Narodil se 25. srpna 1951 v Codognu.
Po získání klasického vzdělání na Collegio San Francesco v Lodi byl přijat do Koleje Capranica v Římě. Zde na Papežské univerzitě Gregoriana studoval teologii.
Dne 13. března 1976 byl kardinálem Ugem Polettim vysvěcen na knězem a inkardinován do diecéze Řím. Stal se farním vikářem kostela Santi Protomartiri Romani. Později se stal viceasistentem a následně asistentem Katolické akce.
Byl kanovníkem baziliky Panny Marie v Trastevere.
Roku 1994 mu byl udělen titul Kaplan Jeho Svatosti.
V letech 1995–2010 sloužil v kostele San Gregorio Nazianzeno.
Do roku 2010 přednášel na Papežské univerzitě Gregoriana a stal se poradcem Kongregace pro nauku víry.
Dne 3. července 1998 jej papež Jan Pavel II. jmenoval pomocným biskupem Říma a titulárním biskupem z Voghenzy. Dne 12. září 1998 byl v Lateránské bazilice vysvěcen na biskupa. Světiteli byli kardinál Camillo Ruini, biskup Cesare Nosiglia a biskup Clemente Riva.
Dne 18. ledna 2002 se stal rektorem Papežské lateránské univerzity a prezidentem Papežského institutu Jana Pavla II.
Byl zastáncem různých procesu blahořečení jako je proces Antonia Rosminiho, Pia XII., Pavla VI. či Jana Pavla II.
Byl členem Kongregace pro nauku víry, Kongregace pro blahořečení a svatořečení, Papežské rady pro kulturu a Papežského výboru pro mezinárodní eucharistické kongresy.
Dne 17. června 2008 se stal prezidentem Papežské akademie pro život a současně byl povýšen na arcibiskupa.
Dne 30. června 2010 byl jmenován předsedou Papežské rady pro novou evangelizaci.
Od 16. ledna 2013 působí jako předseda Mezinárodní rady pro katechezi.
Dne 5. června 2022 vstoupila v platnost apoštolská konstituce Praedicate evangelium, která sloučila Papežskou radu pro novou evangelizaci do Dikasteria pro evangelizaci. Stejného dne se stal pro-prefektem sekce nové evangelizace tohoto dikasteria.